# Канюк жовтодзьобий
Каню́к жовтодзьобий (Leucopternis melanops) — вид яструбоподібних птахів родини яструбових (Accipitridae). Мешкає в Амазонії та на Гвіанському нагір'ї.

## Опис

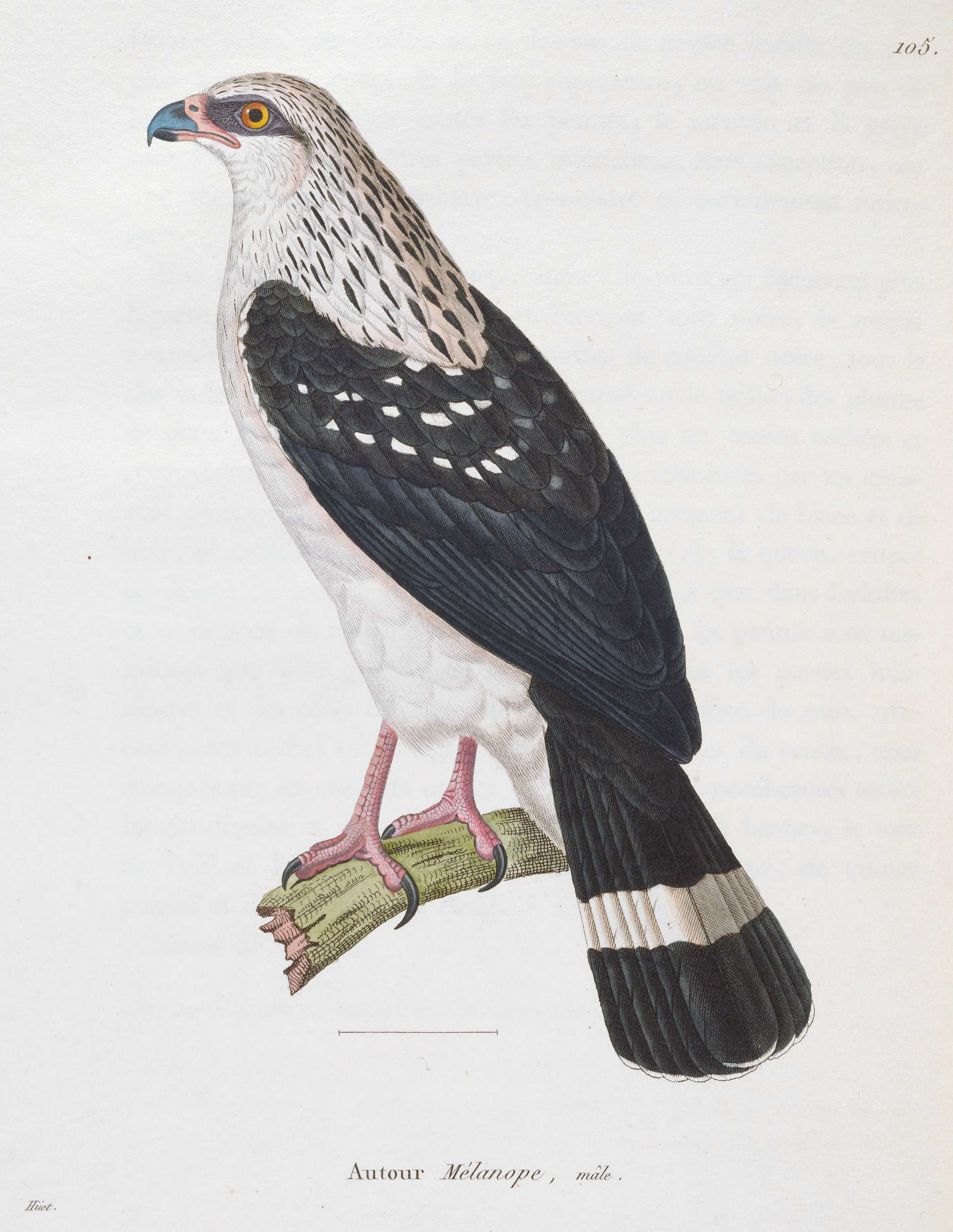
Жовтодзьобий канюк

Довжина птаха становить 35-43 см, розмах крил 65-78 см, самці важать 297-317 г, самиці 329-380 г. Забарвлення переважно біле, на обличчі чорна "маска". Крила і хвіст чорні, крила поцятковані білими плямками, на хвості біла смуга.

## Поширення і екологія
Жовтодзьобі канюки мешкають на півдні і сході Колумбії, на сході Еквадору, на півночі Перу, в Бразилії на північ від Амазонки (можливо, місцями на південь від Амазонки), на півдні і сході Венесуели, в Гаяні, Суринамі і Французькій Гвіані. Вони живуть у вологих рівнинних тропічних лісах, на узліссях, поблизу річок і в мангрових заростях, на висоті до 1000 м над рівнем моря. Імовірно, живляться зміями, ящірками, дрібними птахами і ссавцями.